# Hey Mama (singel Davida Guetty)
Hey Mama – czwarty singel francuskiego DJ-a i producenta muzycznego Davida Guetty z jego szóstego albumu studyjnego Listen. Wydany został 16 marca 2015 roku. Gościnnie w utworze wystąpili: trynidadzka raperka Nicki Minaj oraz holenderski DJ i producent muzyczny Afrojack. W nagraniach udział wzięła również, początkowo niewymieniana, amerykańska piosenkarka Bebe Rexha. W piosence wykorzystano fragment pochodzącego z 1940 roku utworu „Rosie” Alana Lomaxa.

## Teledysk
Do singla zrealizowany został teledysk w reżyserii Hannah Lux Davis. Klip, którego akcja rozgrywa się na pustyni, utrzymany jest w postapokaliptycznej konwencji nawiązującej do scenografii filmu Mad Max.

## Lista utworów i formaty singla
Opracowano na podstawie materiału źródłowego.
- Brytyjski dwuścieżkowy singel CD

1. "Hey Mama" (gościnnie: Nicki Minaj, Afrojack) (Original Version) – 3:12
2. "Hey Mama" (gościnnie: Nicki Minaj, Afrojack) (Instrumental) – 3:12

- Cyfrowy minialbum z remiksami

1. "Hey Mama" (gościnnie: Nicki Minaj, Bebe Rexha, Afrojack) (Afrojack Remix) – 3:17
2. "Hey Mama" (gościnnie: Nicki Minaj, Bebe Rexha, Afrojack) (Glowinthedark Remix) – 4:15
3. "Hey Mama" (gościnnie: Nicki Minaj, Bebe Rexha, Afrojack) (Noodles Remix) – 5:02
4. "Hey Mama" (gościnnie: Nicki Minaj, Bebe Rexha, Afrojack) (Modern Machines Remix) – 4:11
5. "Hey Mama" (gościnnie: Nicki Minaj, Bebe Rexha, Afrojack) (DJ LBR Remix) – 3:23
6. "Hey Mama" (gościnnie: Nicki Minaj, Bebe Rexha, Afrojack) (Club Killers Remix) – 4:01
7. "Hey Mama" (gościnnie: Nicki Minaj, Bebe Rexha, Afrojack) (Extended Remix) – 4:42

- Płyta gramofonowa

1. "Hey Mama" (gościnnie: Nicki Minaj, Afrojack) (Afrojack Remix) – 3:17
2. "Hey Mama" (gościnnie: Nicki Minaj, Afrojack) (Noodles Remix) – 5:02
3. "Hey Mama" (gościnnie: Nicki Minaj, Afrojack) (Modern Machines Remix) – 4:11
4. "Hey Mama" (gościnnie: Nicki Minaj, Afrojack) (Glowinthedark Remix) – 4:15
5. "Hey Mama" (gościnnie: Nicki Minaj, Afrojack) (DJ LBR Remix) – 3:23
6. "Hey Mama" (gościnnie: Nicki Minaj, Afrojack) (Club Killers Remix) – 4:01
7. "Hey Mama" (gościnnie: Nicki Minaj, Afrojack) (Extended) – 4:42

## Twórcy
Opracowano na podstawie materiału źródłowego.
- David Guetta – producent, autor tekstu, instrumenty, programowanie, kompozytor
- Nicki Minaj – wokal prowadzący, autorka tekstu, kompozytorka
- Afrojack – producent, instrumenty, programowanie, miksowanie, kompozytor
- Giorgio Tuinfort – producent, instrumenty, programowanie, aranżacja instrumentów dętych, kompozytor
- Bebe Rexha – wokal (chór, tło[4]), kompozytorka (autorka tekstu[4])
- Ester Dean – producent, autor tekstu, kompozytor
- Sean Douglas(inne języki) – kompozytor (autor tekstu[4])
- Jay Horns – instrumenty dęte
- Jel Jongen – puzon, aranżacja instrumentów dętych, inżynier dźwięku
- Serge Plume – trąbka
- Rutger "Rutti" Kroese – miksowanie, miksowanie partii wokalnej
- Jeremia Jones – asystent miksowania partii wokalnej
- Aubry Delaine – inżynier dźwięku
- Daniel Zaidenstadt – inżynier dźwięku, nagranie partii wokalnej
- Ryan Gladieux – nagranie partii wokalnej
- Dan Fyfe – asystent inżyniera dźwięku
- Todd Bergman – asystent inżyniera dźwięku

## Pozycje na listach i certyfikaty
| Państwo           | Notowania (2015)           | Najwyższa pozycja |
| ----------------- | -------------------------- | ----------------- |
| Australia         | Top 50 Singles             | 5                 |
| Austria           | Singles Top 75             | 5                 |
| Belgia (Flandria) | Ultratop 50                | 9                 |
| Belgia (Walonia)  | Ultratop 50                | 9                 |
| Czechy            | Rádio Top 100              | 14                |
| Czechy            | Singles Digitál Top 100    | 4                 |
| Dania             | Singles Top 40             | 13                |
| Finlandia         | Singles Top 20             | 6                 |
| Francja           | Singles Top 100            | 9                 |
| Hiszpania         | Singles Top 50             | 9                 |
| Holandia          | Dutch Top 40               | 38                |
| Holandia          | Single Top 100             | 10                |
| Irlandia          | Singles Top 100            | 14                |
| Japonia           | Japan Hot 100              | 82                |
| Kanada            | Billboard Canadian Hot 100 | 9                 |
| Liban             | Lebanese Top 20            | 8                 |
| Niemcy            | Top 100 Singles            | 15                |
| Norwegia          | Topp 20 låt                | 13                |
| Nowa Zelandia     | New Zealand Top 40         | 5                 |
| Stany Zjednoczone | Hot 100                    | 8                 |
| Stany Zjednoczone | Hot Dance Club Songs       | 30                |
| Stany Zjednoczone | Hot Dance/Electronic Songs | 1                 |
| Stany Zjednoczone | Mainstream Top 40          | 2                 |
| Stany Zjednoczone | Rhythmic                   | 1                 |
| Szwajcaria        | Singles Top 75             | 10                |
| Szwecja           | Singles Top 60             | 6                 |
| Węgry             | Single Top 40              | 18                |
| Wielka Brytania   | Singles Chart Top 100      | 9                 |
| Wielka Brytania   | UK R&B Chart               | 2                 |
| Włochy            | Italy Top 20 Singles       | 13                |

| Państwo           | Organizacja       | Certyfikat |
| ----------------- | ----------------- | ---------- |
| Australia         | ARIA              | Platyna    |
| Kanada            | Music Canada      | Platyna    |
| Nowa Zelandia     | Recorded Music NZ | Platyna    |
| Polska            | ZPAV              | Platyna    |
| Stany Zjednoczone | RIAA              | Platyna    |
| Szwecja           | GLF               | 2x platyna |
| Wielka Brytania   | BPI               | Srebro     |
| Włochy            | FIMI              | Platyna    |

## Historia wydania
| Państwo           | Data           | Format           | Wytwórnia                                   | Źródło        |
| ----------------- | -------------- | ---------------- | ------------------------------------------- | ------------- |
| Wielka Brytania   | 16 marca 2015  | CD single        | Parlophone                                  | [ 1 ]         |
| Remiksy           |                |                  |                                             |               |
| Francja           | 4 maja 2015    | Digital download | What A Music Parlophone Warner Music France | [ 49 ]        |
| Rosja             | 4 maja 2015    | Digital download | What A Music Parlophone Warner Music France | [ 50 ]        |
| Niemcy            | 4 maja 2015    | Digital download | What A Music Parlophone Warner Music France | [ 51 ]        |
| Stany Zjednoczone | 12 maja 2015   | Digital download | What A Music Parlophone Warner Music France | [ 8 ]         |
| Słowacja          | 1 czerwca 2015 | CD single        | Warner Music                                | [ 52 ]        |
| Francja           | 1 czerwca 2015 | CD single        | Parlophone                                  | [ 53 ]        |
| Austria           | 5 czerwca 2015 | CD single        | Parlophone                                  | [ 54 ]        |
| Niemcy            | 5 czerwca 2015 | CD single        | Parlophone                                  | [ 54 ] [ 55 ] |
| Szwajcaria        | 5 czerwca 2015 | CD single        | Parlophone                                  | [ 54 ]        |
| Dania             | 10 lipca 2015  | LP               | Parlophone                                  | [ 56 ]        |
| Finlandia         | 10 lipca 2015  | LP               | Parlophone                                  | [ 57 ]        |
| Francja           | 10 lipca 2015  | LP               | Parlophone                                  | [ 58 ]        |
| Norwegia          | 10 lipca 2015  | LP               | Parlophone                                  | [ 59 ]        |
| Szwecja           | 10 lipca 2015  | LP               | Parlophone                                  | [ 60 ]        |